# Diana Hacıyeva
Diana Hacıyeva (Bakoe, 13 juni 1989), ook bekend onder haar artiestennaam Dihaj, is een Azerbeidzjaans zangeres.

## Biografie
Hacıyeva nam in 2011 deel aan de Azerbeidzjaanse voorronde voor het Eurovisiesongfestival, maar wist de finale niet te bereiken. Nadien richtte ze een band op met als naam Dihaj. In 2014 brak ze dan in eigen land door met haar single Break again. In 2016 werd ze door de Azerbeidzjaanse openbare omroep intern aangeduid om Azerbeidzjan te vertegenwoordigen op het Eurovisiesongfestival 2017 in Oekraïne. Op 11 maart 2017 werd de Azerbeidzjaanse inzending voorgesteld, namelijk het nummer Skeletons. Ze kon hiermee doorstoten naar de finale en haalde daar de 14de plaats.
Dihaj is gehuwd en heeft een dochter.
2008: Elnur & Samir · 
2009: AySel & Arash · 
2010: Səfurə Əlizadə · 
2011: Ell & Nikki · 
2012: Səbinə Babayeva · 
2013: Fərid Məmmədov · 
2014: Dilarə Kazımova · 
2015: Elnur Hüseynov · 
2016: Səmra Rəhimli · 
2017: Dihaj · 
2018: Aysel Məmmədova · 
2019: Chingiz · 
2021: Efendi · 
2022: Nadir Rüstəmli · 
2023: TuralTuranX · 
2024: Fahree feat. İlkin Dövlətov · 
2025: Mamagama
- International Standard Name Identifier: 0000 0004 6321 1913
- MusicBrainz: 3aaa3844-df49-4d60-aef7-04084bf4e110